# Gimme More
«Gimme More» — песня американской поп-певицы Бритни Спирс, выпущенная в качестве первого сингла в поддержку альбома Blackout. Продюсером сингла выступил Nate «Danja» Hills. Официальная радиопремьера песни «Gimme More» состоялась 30 августа 2007 года на волнах нью-йоркской радиостанции Z100, 25 сентября песня стала доступна в iTunes Store, а 27 сентября 2007 года Jive Records объявили «Gimme More» первым синглом Бритни Спирс с будущего альбома Blackout.
Песня начинается с фразы «It’s Britney, Bitch!» (русс. «Это Бритни, сука!»), что подчеркивает новый образ Бритни Спирс: сексуальный, стервозный и провокационный, только подогреваемый её скандальными выходками в 2007 году; С выходом этой песни, Спирс дала всем понять, что прежней Бритни больше не будет; оставив позади образ прилежной девственницы. Бритни записала эту песню в период своей второй беременности.
Сингл стартовал с третьего места в Billboard Hot 100, стал № 1 в национальном канадском чарте, а также попал в топ-5 в четырнадцати странах; став тем самым одним из самых успешных синглов Бритни.
13 февраля 2008 года сингл получил платиновый статус.
Летом 2011 года впервые, после VMA 2007, Спирс начала выступать с песней «Gimme More», включив её в сет-лист Femme Fatale Tour.

## Выступление на MTV Video Music Awards
9 сентября 2007 года Спирс исполнила «Gimme More» на церемонии вручения наград MTV Video Music Awards, проходившей в Казино Palms в Лас-Вегасе. Ожидалось, что это выступление станет возвращением певицы на большую сцену, однако оно оказалось неудачным. Спирс выглядела крайне непрофессионально, — не всегда попадала в фонограмму и в танце отставала от группы хореографической поддержки. Но тем не менее именно это выступление Бритни Спирс повысило рейтинги VMA 2007 до невероятных высот, учитывая что это шоу стало в последние годы их терять.

## Видеоклип
Съёмки видеоклипа к песне проходили 19 июля и 7 августа в Лос-Анджелесе.
Режиссёром клипа выступил Jake Sarfaty.
Действие клипа происходит в ночном клубе. В клипе Спирс играет две роли — темноволосую стриптизершу, танцующую у шеста, и посетительницу клуба, сидящую с друзьями у бара и наблюдающую за ней.
Премьера видеоклипа состоялась 5 октября 2007 года на iTunes и 8 октября на MTV.
Отзывы зрителей и критиков были, за редким исключением, негативными.

## Список композиций
| - Онлайн-скачивание 1. «Gimme More» — 4:11 - Australian CD1 Single 1. «Gimme More» — 4:11 2. «Gimme More» (Instrumental) — 4:11 - Digital EP — The Remixes 1. «Gimme More» (Paul Oakenfold Radio Mix) — 3:42 2. «Gimme More» (Kaskade Radio Mix) — 3:21 3. «Gimme More» (featuring Amanda Blank) (Eli Escobar & Doug Grayson Remix) — 3:49 4. «Gimme More» (Paul Van Dyk Radio Mix) — 3:42 5. «Gimme More» (Junior Vasquez & Johnny Vicious Radio Mix) — 4:34 - U.S. Цифровая дистрибуция — Remix 1. «Gimme More» (feat. Lil' Kim) («Kimme More» Remix) — 4:12 - Denmark Promo CD 1. «Gimme More» (Main) — 4:11 2. «Gimme More» (Instrumental) — 4:09 3. «Gimme More» (A Capella) — 3:52 | - Italian Digital Download — Remix 1. «Gimme More» (Sticky Remix — Club mix) — 5:56 - European CD Single 1. «Gimme More» — 4:11 2. «Gimme More» (Kaskade Radio Mix) — 3:21 - European Maxi CD Single/Australian CD2 Single 1. «Gimme More» — 4:11 2. «Gimme More» (Kaskade Club Mix) — 6:08 3. «Gimme More» (Junkie XL Extended Mix) — 5:54 4. «Gimme More» (Seiji Dub) — 5:03 5. «Gimme More» (StoneBridge Club Mix) — 7:24 - The Singles Collection — Boxset Single 1. «Gimme More» — 4:11 2. «Gimme More» (Paul Oakenfold Remix) — 6:08 |

## Официальные версии и ремиксы
«Gimme More» стал одним из самых популярных синглов Спирс для ремиксов, внимание ему уделили множество музыкальных продюсеров, диджеев и других артистов.
| - Album Version — 4:10 - Clean Radio Version — 3:53 - Clean Main Version — 4:09 - Dirty Main Version — 4:10 - Dirty Radio Version — 3:53 - Instrumental — 4:09 - A Cappella — 3:52 - Paul Oakenfold Remix — 6:08 - Paul Oakenfold Radio Mix — 3:45 - Junkie XL Extended Mix — 5:54 - Junkie XL Dub — 4:59 - Kaskade Radio Mix — 3:21 - Kaskade Club Mix — 6:08 - Kaskade Dub — 5:51 - Kimme More Remix при участии Lil' Kim — 4:13 - Eli Escobar & Doug Grayson Remix при участии Amanda Blank — 4:51 - Eli Escobar & Doug Grayson Remix (Radio Edit) при участии Amanda Blank — 3:54 | - Maurice Joshua Remix — 6:01 - Paul Van Dyk Bandit Club — 8:57 - Paul Van Dyk Dub — 6:38 - Paul Van Dyk Radio Edit — 3:47 - Paul Van Dyk Remix — 7:32 - Seiji Club Mix — 5:05 - Seiji Dub — 5:03 - Sticky Radio Mix — 3:41 - Sticky Club Mix — 5:56 - StoneBridge Radio Mix — 3:46 - StoneBridge Club Mix — 7:24 - StoneBridge Dub Mix — 7:23 - Peter Rauhofer Private Mix — 9:24 - Junior Vasquez & Johnny Vicious Club Remix — 8:41 - Junior Vasquez & Johnny Vicious Radio Edit — 4:38 - Vasquez Vicious Massive Dub — 7:03 |

## Позиции в чартах и сертификации
| Chart (2007)                       | Peak Position |
| ---------------------------------- | ------------- |
| Australian ARIA Singles Chart      | 3             |
| Austrian Singles Chart             | 8             |
| Belgian Flemish Singles Chart      | 5             |
| Belgian Walloon Singles Chart      | 4             |
| Canadian Hot 100                   | 1             |
| Danish Singles Chart               | 2             |
| Dutch Singles Chart                | 35            |
| European Hot 100 Singles           | 2             |
| Finnish Singles Chart              | 6             |
| French SNEP Singles Chart          | 5             |
| German Singles Chart               | 7             |
| Irish Singles Chart                | 2             |
| Italian FIMI Singles Chart         | 2             |
| New Zealand RIANZ Singles Chart    | 15            |
| Norwegian Singles Chart            | 3             |
| Swedish Singles Chart              | 2             |
| Swiss Singles Chart                | 4             |
| UK Singles Chart                   | 3             |
| U.S. Billboard Hot 100             | 3             |
| U.S. Billboard Hot Dance Club Play | 1             |

| Страна    | Сертификат (продажи) |
| --------- | -------------------- |
| Австралия | Золото               |
| Канада    | 2× Платина           |
| Дания     | Золото               |
| США       | Платина              |

### Позиции в конце года
| Чарт (2007)          | Позиция |
| -------------------- | ------- |
| Россия (Love Radio)  | 19      |
| Россия (Европа Плюс) | 19      |

| Чарт (2008)         | Позиция |
| ------------------- | ------- |
| Россия (Love Radio) | 81      |